# Taylorsville (Carolina do Norte)
Taylorsville é uma cidade  localizada no estado norte-americano de Carolina do Norte, no Condado de Alexander.

## Demografia
Segundo o censo norte-americano de 2000, a sua população era de 1799 habitantes.
Em 2006, foi estimada uma população de 1822, um aumento de 23 (1.3%).

## Geografia
De acordo com o United States Census Bureau tem uma área de
5,2 km², dos quais 5,2 km² cobertos por terra e 0,0 km² cobertos por água. Taylorsville localiza-se a aproximadamente 342 m acima do nível do mar.

## Localidades na vizinhança
O diagrama seguinte representa as localidades num raio de 24 km ao redor de Taylorsville.